# Mischocyttarus wagneri
Mischocyttarus wagneri är en getingart som först beskrevs av François du Buysson 1908.  Mischocyttarus wagneri ingår i släktet Mischocyttarus och familjen getingar. Inga underarter finns listade i Catalogue of Life.